# Saluzzo
Saluzzo (piemontesisch Salusse, occitan Saluças, französisch Saluces, deutsch veraltet Salutz) ist eine Stadt in der italienischen Provinz Cuneo im Südwesten der Region Piemont. Zum 1. Januar 2019 wurde die Nachbarkommune Castellar eingemeindet.

## Lage und Einwohner
Saluzzo liegt knapp 35 km nördlich von der Provinzhauptstadt Cuneo und rund 60 km südlich von Turin auf einer durchschnittlichen Höhe von 395 m über dem Meeresspiegel am Fuß eines Ausläufers des Monviso, wo das Valle Po (Oberlauf des Flusses) in die Poebene hinaustritt. Der in den Cottischen Alpen entspringende Po fließt etwa 3 km nördlich der Stadt vorbei und beginnt hier in der Ebene zu mäandrieren.
Ein Teil der Stadt liegt in flachem Gebiet, der andere hingegen auf teilweise steilen Hängen. Das Gemeindegebiet umfasst eine Fläche von 75 km² und hat 17.525 Einwohner (Stand 31. Dezember 2023). 
Nachbargemeinden von Saluzzo sind Cardè,  Lagnasco, Manta, Moretta, Pagno, Revello, Scarnafigi und Torre San Giorgio.

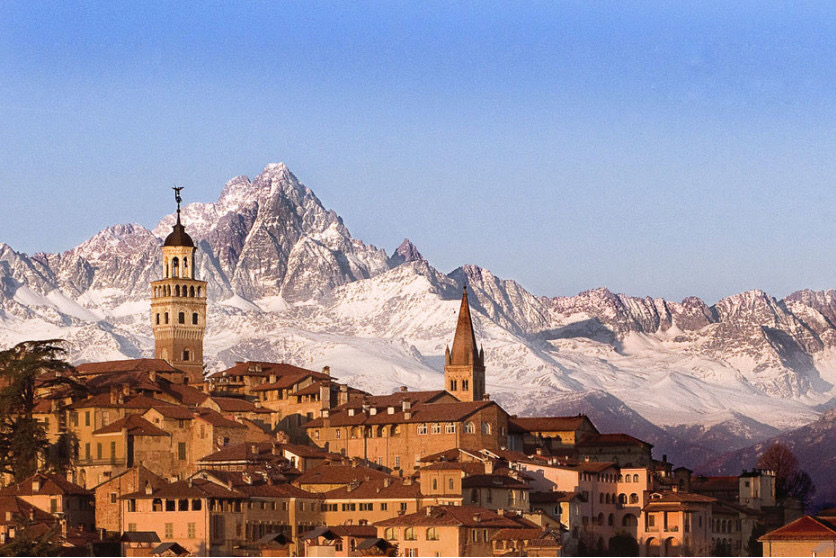
Ansicht Stadtzentrum mit dem Monte Viso im Hintergrund

### Bevölkerungsentwicklung

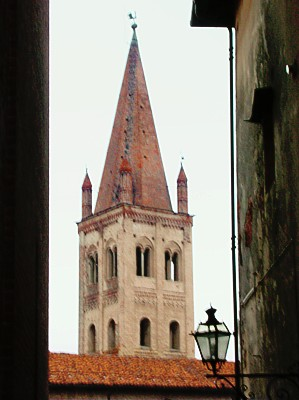
Campanile der Chiesa San Giovanni

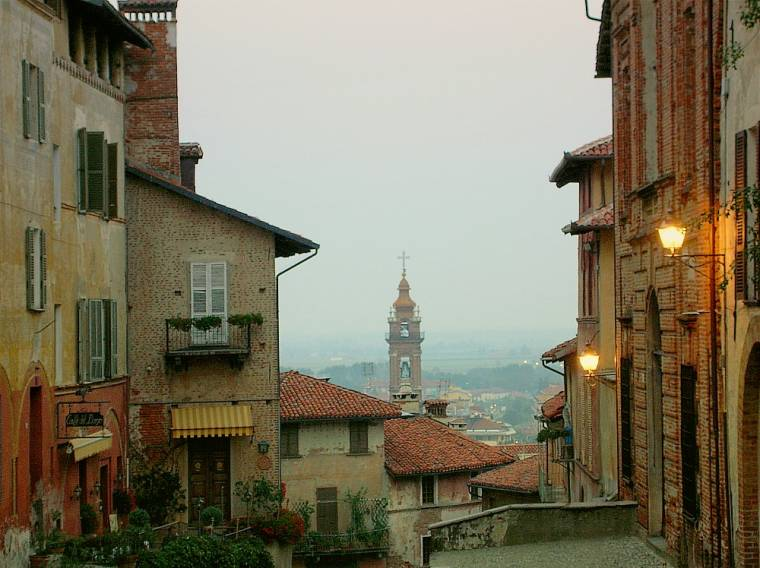
Blick auf das Stadtzentrum

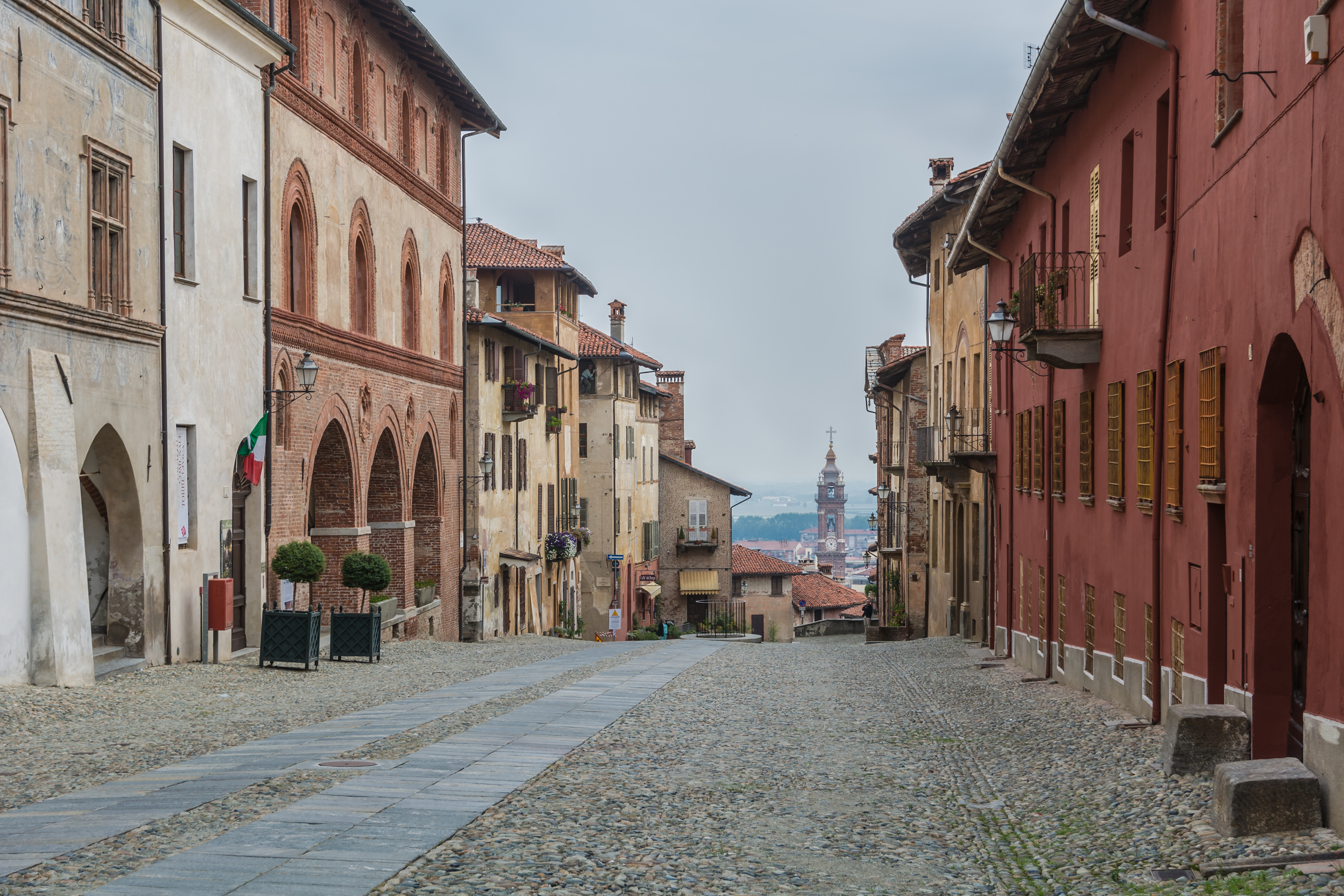
Die Straße Salita al Castello in Saluzzo

## Geschichte
Ab 1142 war Saluzzo der Hauptort der Markgrafschaft Saluzzo, zuerst unter einem Manfred, der ein Sohn von Bonifaz, Markgraf von Savona, war. Die Linie endete 1548, als die Stadt und das Territorium von den Franzosen besetzt wurden. Da die Markgrafen Gegner des Hauses Savoyen waren und an den Auseinandersetzungen zwischen Frankreich und dem Kaiserreich teilnahmen, wurde die Stadt oft von Krieg heimgesucht. So wurde die Burg 1558 von den Savoyern eingenommen. 
Heinrich IV. übertrug die Grafschaft mit dem Frieden von Lyon 1601 an Karl Emanuel I. von Savoyen.

## Sehenswürdigkeiten
Siedlungsgeschichtlich bedingt teilt sich der Ort in eine ältere Unterstadt in der Ebene und die um 1280 befestigte, am westlichen Hang gelegene Oberstadt. Zwischen beiden sind heute noch die Reste von zwei Toranlagen erkennbar: die gotische Porta della Vacca, um 1379 (Via Vacca/Via Palazzo di Citta) und etwas südlicher die 1791 klassizistisch erneuerte Porta S. Maria. Die Oberstadt hat ihre mittelalterliche Struktur und sehenswerte historische Bausubstanz gut bewahren können; gotische Bauten sind vor allem im Ostteil an der Salita al Castello erhalten, im Westen auch barocke Adelspaläste.

### Kathedrale
Der Dom S. Maria Assunta in der Unterstadt wurde 1491 und 1501 errichtet und 1511 bei Einrichtung der neuen Diözese von Saluzzo zur Kathedrale erhoben.
Die aus Backstein aufgeführte Basilika zeigt in den sieben Langhausjochen und dem übergangslos anschließenden Umgangschor eine, der kurzen Bauzeit entsprechende, einheitliche Grundrissgestalt. Die als letzter gotischer Großbau geltende Kirche im Piemont ist eher von französischen als italienischen Vorbildern abhängig, doch fehlt nach lombardischer Tradition ein Querhaus. Der nördlich an den Chor anschließende Campanile basiert in den beiden Untergeschossen auf dem Vorgängerbau der Pfarrkirche des 12. Jahrhunderts, Obergeschosse erhöhten 1771 den Turm auf 64 m, und dominieren damit die Silhouette der Unterstadt.
Der figürliche und ornamentale Schmuck der Fassade wurde um 1510, vielleicht von Benedetto Briosco, in Terracotta ausgeführt.
Das Innere erscheint mit seinen kleinen Obergadenfenstern und den Würfelkapitellen ausgesprochen altertümlich.
Zur Ausstattung gehört ein vermutlich französisches Kruzifix aus der Mitte des 14. Jahrhunderts, in der Renaissance entstanden um 1495 die noch auf Goldgrund gemalten Altarflügel mit Heiligen, ein Triptychon von 1511 (Madonna zwischen den Hll. Cosmas und Damian) und eine in Terracotta modellierte Gruppe der Kreuzabnahme aus dem frühen 16. Jahrhundert. Die Orgel mit ihrem klassizistischen Gehäuse wurde um 1780 eingebaut, die Ausmalung des Baus stammt aus der Mitte des 19. Jahrhunderts.

### San Giovanni
Eine ältere Kapelle in der Oberstadt wurde für die Dominikaner um 1370 zu einer ungewöhnlicherweise nach Norden ausgerichteten Stufenhalle in lombardischer Bautradition vergrößert. 1376 kam im Westen ein Campanile hinzu, ab 1472 ließen die Markgrafen die Kirche nach Norden basilikal erweitern und bis 1507 einen neuen Chor als Grablege ihrer Dynastie anlegen. Das Kloster bestand noch bis 1802. Die Hanglage erforderte hier erhebliche Unterbauten zur Abstützung. Stilistisch ist ein Einfluss der französischen Spätgotik zu erkennen, daher und wegen der hohen Qualität der Ausführung wird eine Beteiliguing burgundischer Bauleute angenommen.

### Synagoge
Das ehemalige Bethaus der Juden im früheren Ghetto an der Via Deportati Ebrei Nr. 29 in der Unterstadt ist ein äußerlich schmuckloser Bau aus dem 18. Jahrhundert, der im Obergeschoß eine ikonographisch bemerkenswerte Ausmalung der Barockzeit enthält. Siehe den Hauptartikel Synagoge (Saluzzo).

### Casa Cavassa
Der für die piemontesische Renaissance typische Adelspalast wurde 1525 ausgebaut und in den 1880er Jahren gut restauriert. Heute beherbergt er das Städtische Museum mit einer regional bedeutsamen Kunstsammlung. Die hier gesammelten Zeugnisse zum Leben und Wirken des in Saluzzo geborenen Schriftstellers Silvio Pellico sind aktuell nicht ausgestellt.

### Söhne und Töchter der Stadt
- Ludwig II. (1438–1504), Markgraf von Saluzzo
- Michael Anton (1495–1528), Markgraf von Saluzzo
- Giorgio Biandrata (1515–1590), Begründer der unitarischen Kirchen in Polen und Siebenbürgen
- Zaccaria Boverio (1568–1638), Kapuziner
- Michele Todini (zwischen 1610 und 1625–1690), Instrumentenbauer und Virtuose auf der Musette
- Goffredo Cappa (1644–1717), Geigenbauer
- Giambattista Bodoni (1740–1813), Typograf
- Silvio Pellico (1789–1854), italienischer Schriftsteller
- Consolata Betrone (1903–1946), Kapuzinerin und Mystikerin
- Magda Olivero (1910–2014), italienische Opernsängerin (Sopran)
- Carlo Alberto Dalla Chiesa (1920–1982), Polizist
- Federico Lombardi SJ (* 1942), Generaldirektor des Senders Radio Vatikan und Leiter des vatikanischen Presseamtes
- Claudio Monge OP (* 1968), Ordensgeistlicher und Theologe
- Camilla Rosatello (* 1995), Tennisspielerin
- Valentina Gemetto (* 1998), Langstreckenläuferin